# Egnasia apicata
Egnasia apicata là một loài bướm đêm trong họ Noctuidae.